# Mirtha Vásquez
Pour les articles homonymes, voir Vasquez.
Mirtha Vásquez Chuquilín, née le 31 mars 1975 à Cajamarca au Pérou, est une femme d’État péruvienne, avocate et militante écologiste et féministe.
Adhérente au Front large, elle est membre du Congrès de la République de mars 2020 à juillet 2021 et préside celui-ci par intérim de novembre 2020 à juillet 2021. Elle est nommée présidente du Conseil des ministres par Pedro Castillo le 6 octobre 2021 et démissionne de son poste le 31 janvier 2022.

## Biographie

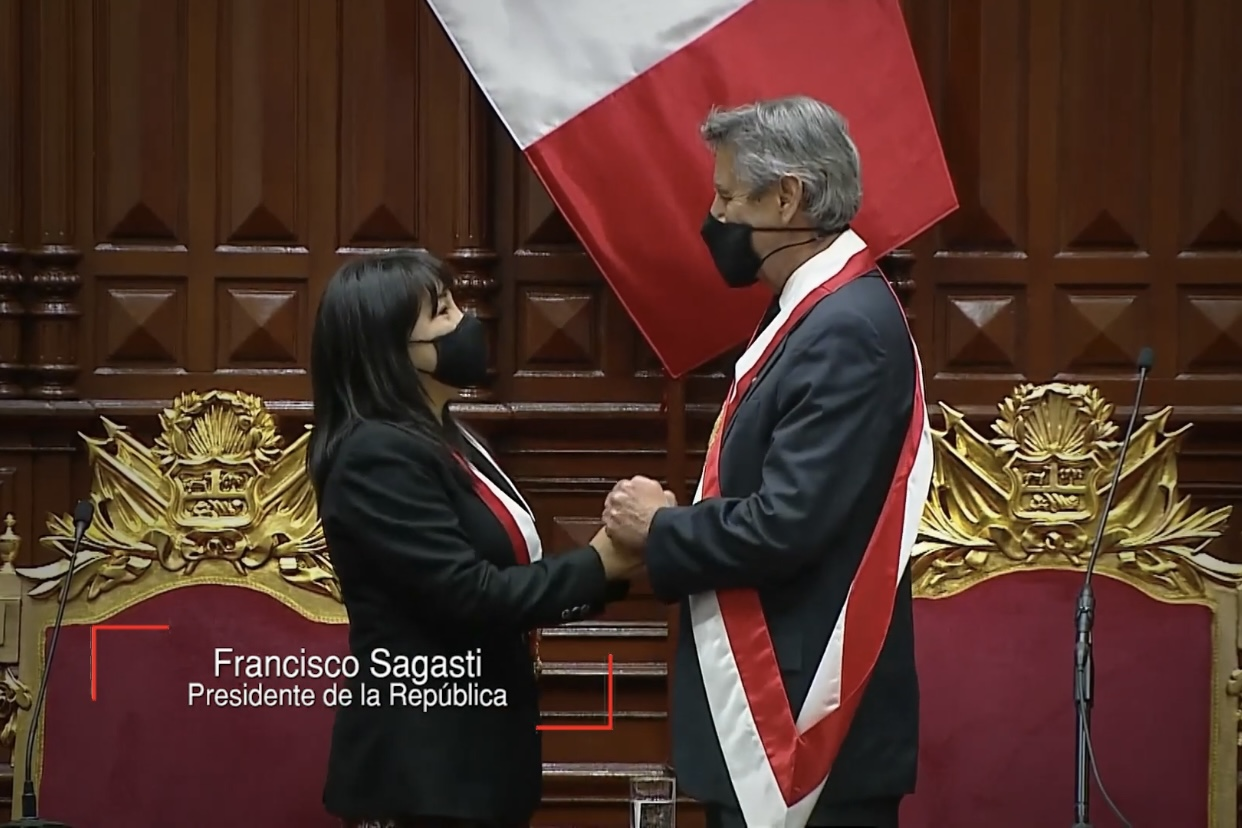
Mirtha Vásquez avec son prédécesseur à la présidence du Congrès, devenu président de la République, Francisco Sagasti (17 novembre 2020).

Avocate, elle est connue pour son engagement en faveur de l'égalité entre les femmes et les hommes et pour sa défense des personnes touchées par l'activité minière. Elle est la cible d'intimidations récurrentes.
Elle est élue députée pour le département de Cajamarca lors des élections anticipées du 26 janvier 2020.
Après l'élection de Francisco Sagasti à la présidence du Congrès, celui exerce les fonctions de président de la République à compter du 17 novembre 2020. Mirtha Vásquez, vice-présidente, assume la présidence du Congrès par intérim jusqu'à la fin de la législature en juillet 2021. Pendant son travail en tant que présidente du Congrès, elle a été sévèrement attaquée par la tendance pro-Fujimori. Elle résiste à plusieurs tentatives de destitution.
Le 6 octobre 2021, elle est nommée présidente du Conseil des ministres par le président Pedro Castillo, pour remplacer Guido Bellido, démissionnaire. Elle remet à son tour sa démission le 31 janvier 2022, reprochant au chef de l'État de ne pas s’attaquer à la corruption.